# 亞歷山大·高克
亚历山大·瓦西里耶维奇·高克（羅馬化：Aleksandr Vassilievich Gauk；1893年8月15日—1963年3月30日），蘇聯指揮家、作曲家。

## 生平
他七岁时开始学习钢琴，17岁时前往圣彼得堡，成功考入道格沃的班，后来又转到费利克斯·布鲁门菲尔德的班。他也曾观看过阿图尔·尼基什、克劳德·德彪西和理查·施特劳斯的指挥，对尼基什特别着迷。
高克的第一次指挥经历是在1912年与学生管弦乐队合作，并于1917年10月1日在彼得格勒音乐剧院演出彼得·伊里奇·柴可夫斯基的《拖鞋》时开始专业指挥生涯。20世纪20年代，他大部分时间担任马林斯基芭蕾舞团的指挥，并与芭蕾舞演员埃琳娜·格尔特结婚。
1930至1934年，他担任列宁格勒爱乐乐团的首席指挥。1931年11月6日，他指挥乐团和学院合唱团首演了肖斯塔科维奇的第三交响曲。
自1932年起，他在莫斯科工作并且成为了新成立的广播乐团（即后来的苏联国立交响乐团）的首席指挥。第二次世界大战期间，他在逃离里加之后，于莫斯科任教。在此之后，他在第比利斯任教两年，并且重组了格鲁吉亚国立交响乐团。
1944年，高克协助了从莫斯科音乐学院存档的管弦乐手稿中复原拉赫玛尼诺夫第一交响曲的工作。该交响曲的手稿丢失于1920年代。同时，他在莫斯科指挥了哈恰图良大提琴协奏曲的世界首演。
高克的作品包括一部交响曲，为弦乐而作的一些室内乐作品以及一些钢琴作品，同时配器了柴可夫斯基的《四季》组曲，并且留下了一部未完成的自传。
他的学生包括尼古拉·格洛凡诺夫、叶夫根尼·穆拉文斯基、伊利亚·穆辛、黄晓同和叶夫根尼·斯维特兰诺夫。

## 錄音推薦
高克的的录音只有一部分发行。Brilliant Classics发行了两套盒装唱片，录音来自俄罗斯和其他国家作曲家的广播录音。
- Rostropovich, Mstislav. Shostakovich, Dmitri. Samosud, Samuil.  (CD). Russian Disc. Barcode 748871500525.

## 外部連結
- 亞歷山大·高克的Discogs页面（英文）